# فرودگاه منطقه‌ای الک
فرودگاه منطقه‌ای الک (به انگلیسی: Elk City Regional Business Airport)  یک فرودگاه همگانی بهره‌برداری هوایی با کد یاتا ELK است که یک باند فرود آسفالت دارد و طول باند آن ۱۶۴۶ متر است. این فرودگاه در  کشور ایالات متحده آمریکا قرار دارد و در ارتفاع ۶۱۳٫۶ متری از سطح دریا واقع شده‌است.